# Одеський завод радіально-свердлильних верстатів
Одеський завод радіально-свердлильних верстатів — промислове підприємство в Одесі.

## Історія
Заснований в 1884 році як Новоросійський механічний і чавуноливарний завод. Після революції 1917 року і подальшою громадянською війною, був відновлений в 1924 році під назвою Державний машинобудівний завод ім. В. І. Леніна. З липня 1941 року перебував в евакуації (м. Стерлітамак).

### 1944—1991
Відновлення заводу почалося в травні 1944 року, на місці зруйнованих майстерень Реммаштресту. У 1946 році підприємство було введено в дію (під найменуванням Одеський верстатобудівний завод) і дало першу продукцію — радіальні верстати.
У 1960-і, 1970-ті і 1980-і роки завод входив до числа провідних промислових підприємств Одеси.
У 1976 році завод став головним підприємством Одеського верстатобудівного виробничого об'єднання.
Станом на початок 1982 року, завод був єдиним підприємством СРСР, який мав можливість випускати радіально-свердлильні верстати конвеєрно-потоковим способом. В цей час завод випускав ковальсько-пресові, алмазно-розточувальні, хонінгувальні, спеціальні й агрегатні верстати, а також верстати глибокого свердління (в тому числі, верстати високої і підвищеної точності); ряд моделей міг працювати в напівавтоматичному і автоматичному режимі, частина верстатів, що випускаються була оснащена числовим програмним управлінням.
За радянських часів на балансі заводу перебували об'єкти соціальної інфраструктури Одеси (база відпочинку «Лузанівка», стадіон «Радіалка» (ЗРС) і відомчий житловий фонд; див. також Верстатобудівельник), до кінця 1980-х років чисельність працівників підприємства становила 5,5 тис. людей.

### Після проголошення незалежності
Після проголошення незалежності України в червні 1994 року завод був перетворений в відкрите акціонерне товариство.
У 1990-ті роки становище підприємства ускладнилося (в умовах неплатежів і інфляції початку 1990-х років заводу деякий час доводилося працювати з клієнтами з використанням бартерних схем обміну товарами).
У травні 1995 року Кабінет міністрів України включив завод до переліку підприємств, що підлягають приватизації протягом 1995 року.
У серпні 1997 року завод був включений в перелік підприємств, що мають стратегічне значення для економіки і безпеки України.
У квітні 1999 року Кабінет міністрів України ухвалив рішення про продаж 15 % акцій підприємства, які до цього часу перебували у державній власності, а в грудні 2005 року було ухвалено рішення про продаж ще 15,02 % акцій підприємства, що залишилися в державній власності.
Навесні 2000 року був запропонований план оздоровлення об'єктів одеського верстатобудування (до цього часу в місті були зосереджені 40 % потужностей верстатобудування України — 9 заводів, один НДІ і чотири конструкторських бюро), відповідно до якого було запропоновано в першу чергу відновлювати три найбільших підприємства: одеський завод прецизійних верстатів «Мікрон», Одеський завод радіально-свердлильних верстатів і «Пресмаш».
У першій половині 2000-х років завод (що зберіг ливарне виробництво) виконував роботи з лиття металів.
У 2007 році вийшла з ладу і була виведена з експлуатації заводська котельня.
Економічна криза 2008 року ускладнила становище заводу (до грудня 2008 року було звільнено 700 робітників), з початку 2009 року працівникам перестали виплачувати зарплату, в подальшому завод практично припинив виробничу діяльність.
Станом на початок 2013 року завод входив в число діючих промислових підприємств Одеси.
У квітня 2013 року за позовом комерційного банку «Промінвестбанк» на рахунку підприємства було накладено арешт, в травні 2013 року за рішенням господарського суду Одеси для погашення заборгованості перед банком по раніше отриманому кредиту були реалізовані два заводських цеху (механічний цех № 3 площею 1,6 тис. м² і корпус площею 2,2 тис. м²)..
30 березня 2014 року в результаті пожежі були пошкоджені приміщення заводського складу.
На початок червня 2015 року становище підприємства було неблагополучним, чисельність працівників заводу становила близько 100 осіб, частина виробничих площ була здана в оренду.